# Thomas R. Marshall
Thomas Riley Marshall (North Manchester, 14 marzo 1854 – Washington, 1º giugno 1925) è stato un politico statunitense, membro del Partito Democratico.
Fu Vicepresidente sotto entrambi i mandati della presidenza di Thomas Woodrow Wilson dal 1913 al 1921.
Divenne Maestro massone il 5 settembre 1881 nella Loggia Columbia City n. 189 di Columbia City, raggiunse il 33º grado del Rito scozzese antico ed accettato e a partire dal 21 settembre 1911 fu membro attivo del supremo consiglio della giurisdizione nord degli Stati Uniti d'America
.